# Itapetim
Itapetim este un oraș în Pernambuco (PE), Brazilia.